# Kaohsiung
Pour les articles homonymes, voir Hsiung.
Kaohsiung (chinois traditionnel : 高雄 ; pinyin : Gāoxióng ; Wade : Kao¹-hsiung² ; pe̍h-ōe-jī : Ko-hiông) est une municipalité spéciale de Taïwan, d'une population d'environ 2,78 millions d'habitants. Elle est la 3e ville de Taïwan après Nouveau Taipei et Taichung en nombre d'habitants. Répartie sur onze districts couvrant une superficie totale de 2 952 km2, la municipalité s'étend du littoral urbanisé jusqu'à la chaîne de montagne de Yushan.    
Depuis sa fondation au cours du XVIIIe siècle, Kaohsiung est passé d'un petit village de commerces à un centre politique et économique du sud de Taïwan, représenté par ses industries phares: l'industrie manufacturière, la sidérurgie, le raffinage du pétrole, le transport de marchandises et la construction navale. La ville a été classée « Gamma », soit « ville de niveau global » par le Globalization and World Cities Research Network, grâce à un réseau d'infrastructures le plus efficient de Taïwan. Ainsi, le port de Kaohsiung est le plus grand et le plus important de l'île, tandis que l'aéroport international de Kaohsiung est le deuxième plus important en nombre de passagers. La municipalité est parfaitement reliée aux autres villes taïwanaises aussi bien par des lignes de train à grande vitesse que par des lignes conventionnelles, ainsi que par des autoroutes. Elle abrite le siège de la flotte de la marine militaire de la république de Chine et une école navale. Le développement récent des activités touristiques et culturelles s'illustre par le biais de constructions financées par l'État telles que le Centre d'art Pier-2, le Centre national de Kaohsiung pour les arts et le Centre musical de Kaohsiung.

## Étymologie
Les immigrés hokkien arrivés au cours des XVIe et XVIIe siècles ont appelé la région Takau (en chinois 打狗 ; Pe̍h-ōe-jī : Táⁿ-káu). Ce terme tiendrait son origine de la langue aborigène siraya et signifie « forêt de bambou ». D'autres affirment que ce terme a évolué à partir d'une métathèse provenant du nom de la tribu Makatao, qui a habité cette région à l'époque de la colonisation des Européens et des Chinois hokkien. Toutefois, les Makatao sont considérés comme une branche de la tribu siraya. 
Pendant la colonisation néerlandaise du sud de Taïwan, la région fut appelée Tancoia par les Européens pendant environ trente ans. En 1662, les Néerlandais furent expulsés de l'île par le royaume de Tungning, fondé par les loyalistes Ming de Koxinga. Son fils, Zheng Jing, renomma le village Banlian-chiu (en chinois 萬年州 ; Pe̍h-ōe-jī : Bān-liân-chiu ; en français « région (« zhou ») de dix-mille ans ») en 1664.
Le nom de Takau fut rétabli à la fin des années 1670, lorsque la localité s'étendit considérablement avec l'arrivée d'immigrés de Chine continentale, et fut gardé après la cession de Taïwan à l'empire du Japon en 1895. Le Consul américain, James W. Davidson, relata que Takow était un nom déjà bien connu en anglais dans son histoire générale de Taïwan (1903). Le nom de la localité fut changé en 1920 en Takao (Japonais : 高雄) et la région administrée sous la préfecture de Takao. La prononciation de ce nom ressemblait plus ou moins à celle donnée par les Chinois hokkien. 
Après la rétrocession de Taïwan à la république de Chine, la romanisation officielle de Takau est devenue Kaohsiung (pinyin: Gāoxióng; Wade–Giles: Kao¹-hsiung²). Elle est dérivée de la romanisation Wade-Giles de la prononciation du chinois pour 高雄.
Takau reste le nom officiel de la ville dans les langues austronésiennes parlées à Taïwan comme le rukai, bien que celle-ci ne soit pas couramment parlée dans la municipalité. Le nom reste également répandu parmi la population locale qui l'utilise pour nommer ses entreprises, associations et évènements.

## Histoire
L'histoire écrite de Kaohsiung peut remonter au début du XVIIe siècle à travers des études archéologiques. Ces dernières ont permis de trouver des signes d'activités humaines dans la région depuis 7 000 ans. Avant le XVIIe siècle, la région fut habitée par les tribus Makatao et Siraya, qui s'installèrent sur ce qu'ils nommaient île Takau ou « forêt de bambou » en langue aborigène.
Kaohsiung a été fondée à la fin de la dynastie Ming, à cette époque, la ville s'appelait Táⁿ-káu (打狗). Les Néerlandais s'y installèrent en 1624. En 1895, après le traité de Shimonoseki, la ville colonisée par les Japonais la rebaptisèrent Takao (高雄). En 1908, s'ouvre la ligne ferroviaire Keelung-Kaohsiung, rendant toute la côte ouest de l'île plus accessible aux voyageurs.
En 1945, avec la reprise du territoire taïwanais par la république de Chine, la lecture des kanji japonais en mandarin donne le nom actuel de la ville, Kaohsiung. Le 6 décembre, Lian Mou devient le premier maire de la ville.
Le 10 décembre 1979, lors d'une manifestation pour la journée des droits de l'homme, éclate une confrontation entre le régime Kuomintang et les militants démocrates. De nombreuses arrestations auront lieu.
Pendant la nuit du 31 juillet au 1er août 2014, des fuites de gaz dans le système d'égouts de la ville provoquent une série d'explosions, détruisant une rue et faisant 25 morts et 267 blessés.

### Histoire pré-moderne
La preuve la plus ancienne de l'activité humaine dans la région de Kaohsiung date d'environ 5 000 ans. La plupart des vestiges découverts ont été trouvés sur les collines entourant le port de Kaohsiung. Des objets furent découverts dans plusieurs lieux tels que Shoushan, temple Longquan, Taoziyuan, Zuoying, Houjing, Fudingjin et Fengbitou. Il est reconnu que les civilisations préhistoriques de Dapenkeng, Niuchouzi, Dahu et Niaosong ont prospéré dans cette région. Les études des ruines préhistoriques au temple Longquan ont montré que la civilisation est apparue en même temps que les débuts de la civilisation aborigène des Makatao, suggérant une origine possible de cette dernière. Les objets préhistoriques découverts ont permis de suggérer qu'il existait un lagon à la place du port, puis que les peuplements pré-modernes fonctionnaient principalement comme des sociétés de chasseurs-cueilleurs. Par ailleurs, des outils agricoles furent également découverts, suggérant la présence de l'agriculture. 

Les premières archives chinoises de la région furent écrites en 1603 par Chen Di, un membre de l'expédition de l'amiral Ming Shen You-rong qui consistait à éliminer les pirates des eaux autour de Taïwan et des Penghu. Il relate sur l'île Takau dans son rapport sur les « Terres barbares de l'Est » (Dong Fang Ji) :
Nous ne savons pas quand les barbares (aborigènes de Taïwan) surgirent sur cette île de l'océan au-delà de Penghu, mais ils sont présents à Port Keeong (aujourd'hui Budai dans le comté de Chiayi), autour de la baie de Galaw (Anping dans le comté de Tainan), Laydwawan (comté de Tainan), Port Yaw (Cheting, dans la municipalité de Kaohsiung), sur l'île Takau (municipalité de Kaohsiung), Petit Tamsui (Donggang, dans le comté de Pingtung), Siangkeykaw (Puzi, dans le comté de Chiayi), dans la forêt de Gali (district de Jiali, dans le comté de Tainan), au village de Sabah (Tamsui, à Taipei), et à Dwabangkang (Bali, au Nouveau Taipei).

### Formose néerlandaise
Taïwan devint une colonie néerlandaise en 1624, après l'éjection de la compagnie néerlandaise des Indes orientales de l'archipel des Penghu par les forces armées Ming. À cette époque, Takau était l'un des plus importants ports de pêche du sud de Taïwan. Les Néerlandais appelaient la localité Tankoya, et le port Tancoia. Le missionnaire François Valentijn nommait le mont Takau « Ape Berg », qui apparaissait sur les cartes de navigation d'Europe au cours du XVIIIe siècle. Tankoia se situait au nord du mont Singe et à quelques heures au sud de Tayouan (actuellement Anping, dans le comté de Tainan) par bateau. Il y avait, près de Takau, une large baie peu profonde, suffisante pour les petits navires. Cependant, un ensablement constant changea le cordon littoral.  
Taïwan était divisée en cinq districts administratives, et Takau était située dans le district le plus au sud. En 1630, une première vague d'immigration de Han chinois se dirigea vers Taïwan en raison d'une famine au Fujian. Les immigrants se composaient de marchands cherchant à acheter aux Néerlandais des licences de chasse ou à se cacher des autorités chinoises dans les villages aborigènes.

### Dynastie Qing
La dynastie Qing annexa Taïwan en 1684, et renomma la ville en comté de Fongshan (Chinois: 鳳山縣; pinyin: Fèngshān Xiàn), en la considérant comme une partie de la préfecture de Taïwan.

### Colonisation japonaise
À la suite du traité de Shimonoseki en 1895 qui cède Taïwan au Japon, le contrôle administratif de la ville passa du Nouveau Château de Fongshan au sub-district de Fongshan, appartenant lui-même à Tainan Chō (臺南廳).
Pendant le mandat du 8e gouverneur-général Den Kenjirō en 1920, les districts furent abolis en faveur des préfectures. Ainsi, Takow fut administrée sous le nom de « ville de Takao » (高雄市, Takao-shi), appartenant à la préfecture de Takao.  
Les japonais développèrent Takao, notamment le port, construit en 1894, qui permit la fondation de Kaohsiung en tant que ville portuaire. Takao fut alors systématiquement modernisée et connectée au réseau de chemin de fer taïwanais nord-sud. En formant un corridor régional économique nord-sud entre Taipei et Kaohsiung dans les années 1930, la politique vers le sud du Japon permit à Kaohsiung de devenir un centre industriel. Le centre-ville fut déménagé plusieurs fois au cours de la période de colonisation en raison de la stratégie de développement du gouvernement. À l'origine, le développement économique se concentrait dans la région de Kiau (Chinois: 旗後; Pe̍h-ōe-jī: Kî-āu), mais le gouvernement colonial commença à construire le réseau de chemin de fer, moderniser les infrastructures portuaires, et mettre en place de nouveaux plans d'urbanisme. De nouvelles industries virent le jour: raffinage du pétrole, équipement industriel, chantiers navals et cimenterie. 
Avant la Seconde Guerre mondiale, la ville s'occupa d'une part croissante du commerce d'exportation des produits agricoles de Taïwan vers le Japon, et fut également une base majeure dans le déploiement des campagnes militaires japonaises dans le sud-est asiatique et dans le Pacifique. Des plans extrêmement ambitieux furent établis, tel que la construction d'un immense port moderne. Vers la fin de la guerre, les japonais encouragèrent un certain développement industriel, en créant une industrie de l'aluminium fondée sur l'abondance de l'énergie hydroélectrique produite par des installations sur le lac Zintun dans les montagnes. 
Cependant, la ville fut lourdement bombardée par la Task Force 38 et l'American Far East Air Force entre 1944 et 1945.

### République de Chine
Après la remise de Taïwan aux autorités de la république de Chine par le Japon le 25 octobre 1945, la municipalité et le comté de Kaohsiung furent créés en tant que ville provinciale et comté de la province de Taïwan le 25 décembre 1945. La romanisation officielle du nom de la ville est Kaohsiung, qui se base sur la romanisation Wade-Giles de la lecture des caractères chinois. La municipalité de Kaohsiung se composait alors de 10 districts : Gushan, Lianya (renommée « Lingya » en 1952), Nanzih, Cianjin, Qianzhen, Cijin, Sanmin, Sinsing, Yancheng, et Zuoying.
Au cours de cette époque, Kaohsiung se développa rapidement. Le port, gravement endommagé pendant la Seconde Guerre mondiale, fut restauré. Il devint également un port de pêche pour bateaux naviguant dans les eaux philippines ou indonésiennes. Largement en raison de son climat, Kaohsiung détrôna Keelung en devenant le port le plus important de l'île. De même, Kaohsiung surpassa Tainan au cours des années 1970 devenant la deuxième plus grande ville de Taïwan. Enfin, les compétences de la municipalité augmentèrent puisque Kaohsiung passa du statut de ville provinciale à municipalité spéciale le 1er juillet 1979 par le Yuan exécutif, avec un total de 11 districts. Le district supplémentaire est le district de Siaogang, dont le territoire provenait du canton de Siaogang du comté de Kaohsiung.
L'incident de Kaohsiung, au cours duquel le gouvernement taïwanais supprima une commémoration de la Journée internationale des droits de l'homme, se produisit le 10 décembre 1979. Depuis lors, Kaohsiung devint petit à petit le siège politique de la gauche taïwanaise, par opposition à Taïpei où la majorité de la population supporte le Kuomintang.
Au 25 décembre 2010, la municipalité de Kaohsiung fusionna avec le comté de Kaohsiung afin de former une municipalité spéciale,, au territoire plus grand, avec ses centres administratifs situés dans le district de Lingya et de Fongshan.
Une série d'explosions de gaz se produisirent le 31 juillet 2014 dans les districts de Cianjhen et de Lingya, tuant 31 personnes et en blessant plus de 300. Cinq routes furent détruites dans une zone de presque 20 km² près du centre-ville. Cet incident constitua la plus grande explosion de gaz survenu au cours de l'histoire moderne de Taïwan.

## Géographie

### Situation
Kaohsiung s'étend sur environ 115 km, du Sud de la côte Ouest de l'île de Taïwan, face au détroit de Taïwan, jusqu'à la limite Sud du comté de Nantou.

### Hydrographie
Le fleuve Gaoping, long de 171 km, traverse la ville de Kaohsiung du Nord au Sud, avant de se jeter dans les eaux du détroit de Taïwan.

### Climat
La ville de Kaohsiung est située au sud du tropique du Cancer. Le climat est de type tropical avec des températures annuelles oscillant entre 18 et 28 °C ; le taux d'humidité varie entre 60 et 80 %. Les précipitations annuelles sont en moyenne de 1 134 mm.
| Mois                                | jan. | fév. | mars  | avril | mai   | juin  | jui.  | août  | sep.  | oct.  | nov.  | déc.  | année   |
| ----------------------------------- | ---- | ---- | ----- | ----- | ----- | ----- | ----- | ----- | ----- | ----- | ----- | ----- | ------- |
| Température minimale moyenne (°C)   | 16,2 | 17,2 | 19,7  | 22,8  | 25,2  | 26,3  | 26,7  | 26,3  | 25,9  | 24,4  | 21,6  | 17,9  | 22,5    |
| Température moyenne (°C)            | 19,7 | 20,7 | 23    | 25,7  | 27,8  | 28,9  | 29,4  | 28,9  | 28,5  | 26,9  | 24,5  | 21,2  | 25,4    |
| Température maximale moyenne (°C)   | 24,2 | 25   | 27    | 29,3  | 31    | 32,1  | 32,7  | 32,1  | 31,8  | 30,1  | 28,1  | 25,3  | 29,1    |
| Ensoleillement (h)                  | 177  | 176  | 194,7 | 197,2 | 207,7 | 215   | 220,7 | 189,3 | 188,6 | 191,9 | 166,5 | 157,2 | 2 281,8 |
| Précipitations (mm)                 | 19,1 | 17,7 | 32,3  | 68,4  | 202,2 | 416,2 | 377,2 | 512,4 | 224,5 | 53,4  | 25,6  | 19,2  | 1 968,2 |
| Nombre de jours avec précipitations | 3,2  | 3,2  | 3,6   | 5,4   | 9,2   | 12,9  | 13,2  | 16,7  | 10,1  | 4,2   | 2,8   | 2,8   | 87,3    |
| Humidité relative (%)               | 71,6 | 71,8 | 71,9  | 74,2  | 76,6  | 79    | 78    | 79,9  | 77,5  | 74,2  | 73,1  | 71,6  | 75      |

| Diagramme climatique                                  |            |            |              |             |               |               |               |               |              |              |              |
| J                                                     | F          | M          | A            | M           | J             | J             | A             | S             | O            | N            | D            |
| 24,216,219,1                                          | 2517,217,7 | 2719,732,3 | 29,322,868,4 | 3125,2202,2 | 32,126,3416,2 | 32,726,7377,2 | 32,126,3512,4 | 31,825,9224,5 | 30,124,453,4 | 28,121,625,6 | 25,317,919,2 |
| Moyennes : • Temp. maxi et mini °C • Précipitation mm |            |            |              |             |               |               |               |               |              |              |              |

## Divisions administratives

La division administrative de la municipalité spéciale de Kaohsiung.

Le cœur de cette municipalité, l'ancienne ville de Kaohsiung, compte onze districts :
| Nanzih Zuoying Gushan Sanmin 1 2 3 4 Lingya Qianzhen Siaogang 1.Yancheng · 2.Cianjin · 3.Sinsing · 4.Qijin |

| Tongyong Pinyin | Hanzi  | Wade-Giles  | Hanyu Pinyin |
| --------------- | ------ | ----------- | ------------ |
| Cianjhen        | 前鎮區 | Ch'ien-chen | Qiánzhèn     |
| Cianjin         | 前金區 | Ch'ien-chin | Qiánjīn      |
| Cijin           | 旗津區 | Ch'i-chin   | Qíjīn        |
| Gushan          | 鼓山區 | Ku-shan     | Gǔshān       |
| Lingya          | 苓雅區 | Ling-ya     | Língyǎ       |
| Nanzih          | 楠梓區 | Nan-tzu     | Nánzǐ        |
| Sanmin          | 三民區 | San-min     | Sānmín       |
| Siaogang        | 小港區 | Hsiao-kang  | Xiǎogǎng     |
| Sinsing         | 新興區 | Hsin-hsing  | Xīnxīng      |
| Yancheng        | 鹽埕區 | Yan-ch'eng  | Yánchéng     |
| Zuoying         | 左營區 | Tso-ying    | Zuǒyíng      |

## Économie

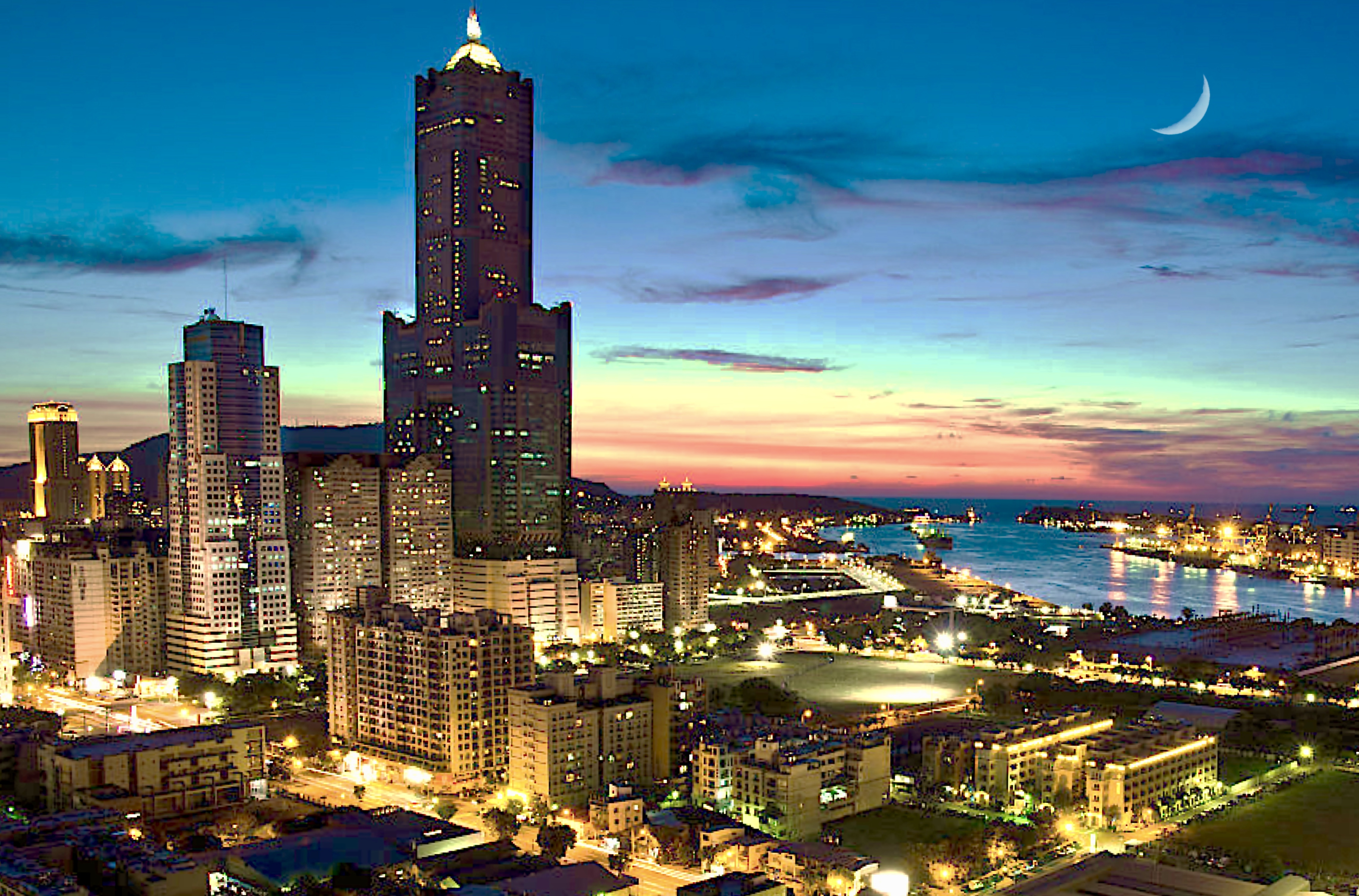
Skyline de Kaohsiung.

Kaohsiung est le plus grand centre portuaire et industriel de Taïwan.
Le port de Kaohsiung, dans l'Asia New Bay Area, se trouve à l'intérieur des limites administratives de la ville, mais est placé sous l'autorité directe du ministère des transports. Il reste l'un des plus grands ports du monde, en particulier pour le transport de conteneurs. Par le volume d'activité, il est toutefois distancé par les grands ports de Chine continentale. Kaohsiung est le seul port pétrolier de Taïwan. C'est aussi le premier port taïwanais à avoir pu commercer directement avec la Chine populaire à partir de 2000.
L'industrie lourde est assez développé à Kaohsiung, en particulier dans le parc industriel de Linhai, situé à proximité du port. Kaohsiung est le centre de la construction navale de Taïwan.
La ville est le siège de l'université nationale Sun Yat-sen.
Kaohsiung abrite plus d'une centaine gratte-ciel dont le deuxième plus haut du pays la Tuntex Sky Tower.

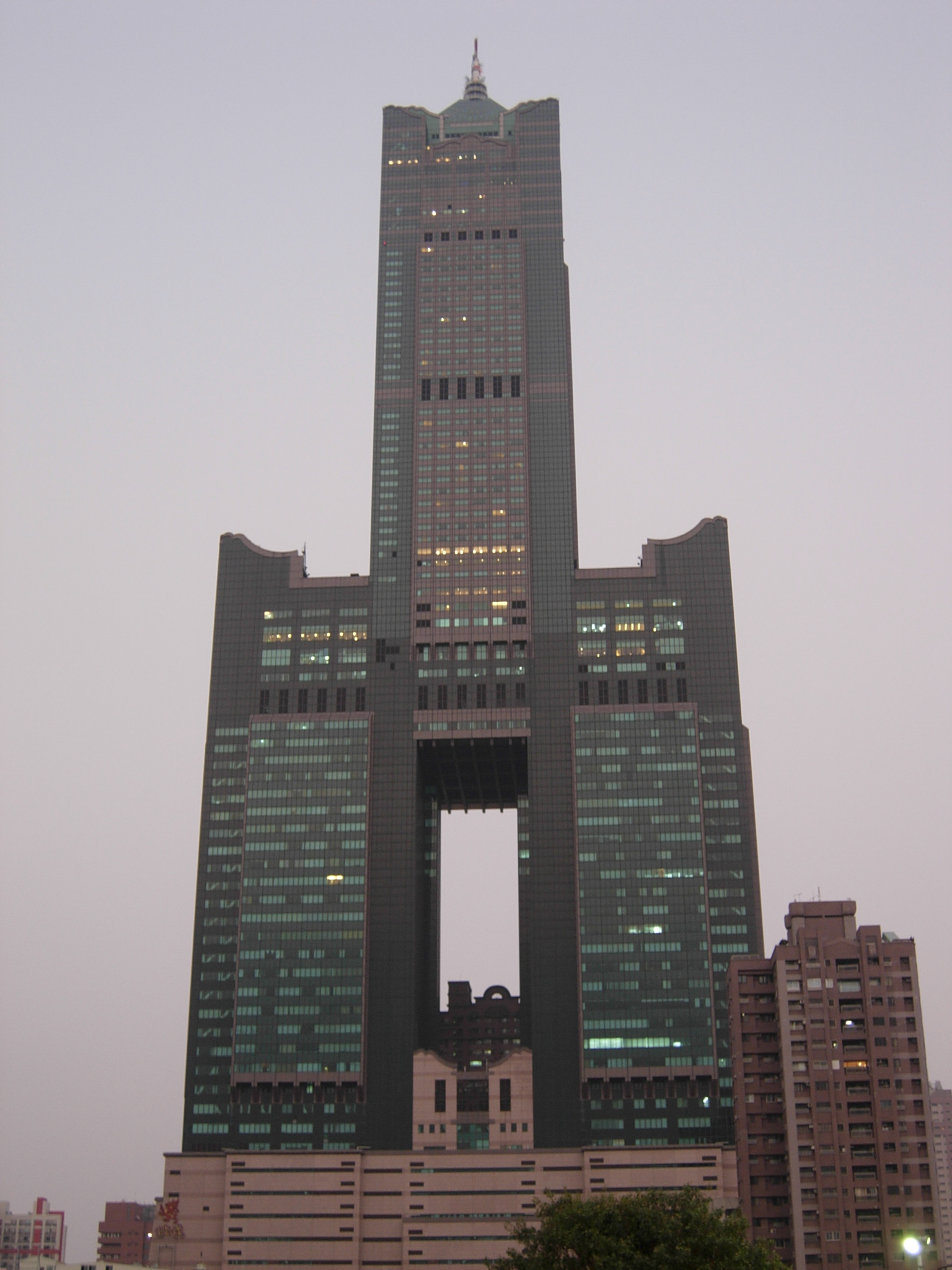
Tuntex Sky Tower

## Transport
Kaohsiung est reliée à Taipei par un train à grande vitesse depuis le 2 mars 2007. Sur cette ligne, exploitée par la Taiwan High Speed Rail Corporation, circulent quotidiennement 80 trains dans chaque sens. La durée du trajet est de 90 minutes pour 345 km.
Le 9 mars 2008, a été inaugurée la première ligne du métro de Kaohsiung, longue de 28 km. Une seconde ligne a été ouverte le 14 septembre 2008.
L'aéroport international de Kaohsiung est le deuxième aéroport de Taïwan.

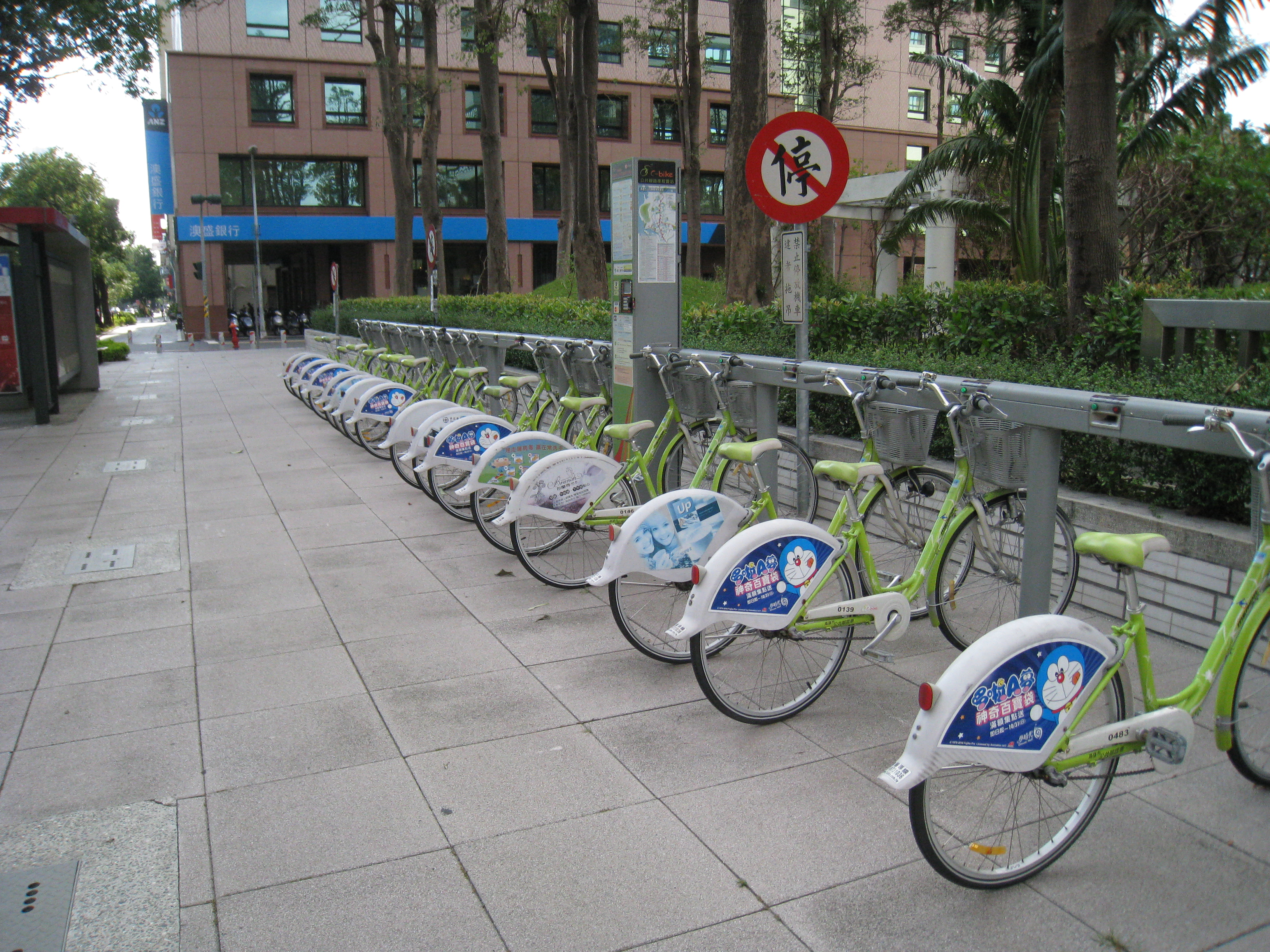
Le C-Bike, système de vélo en libre-service de Kaohsiung.
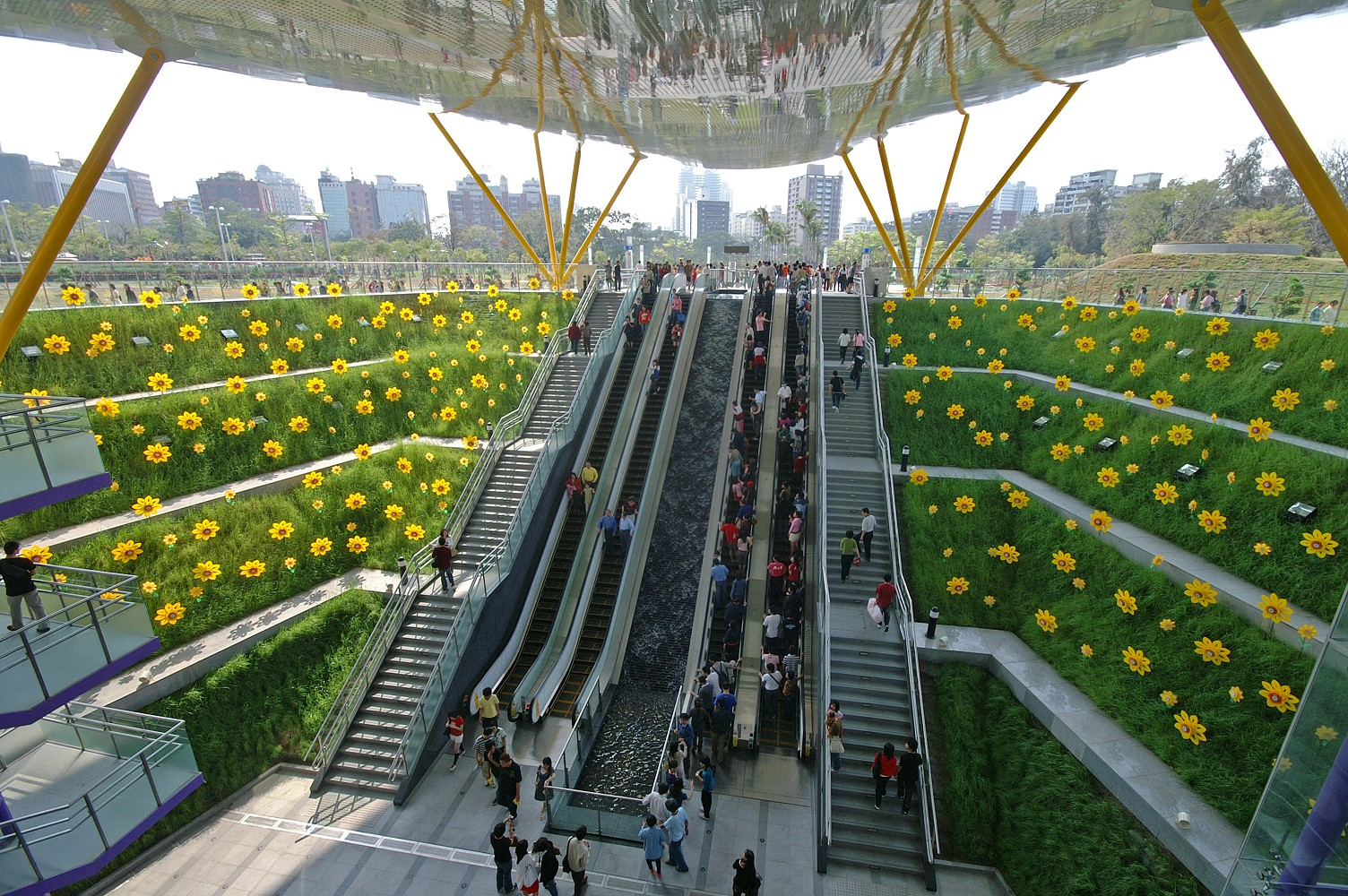
La station Central Park du métro de Kaohsiung.
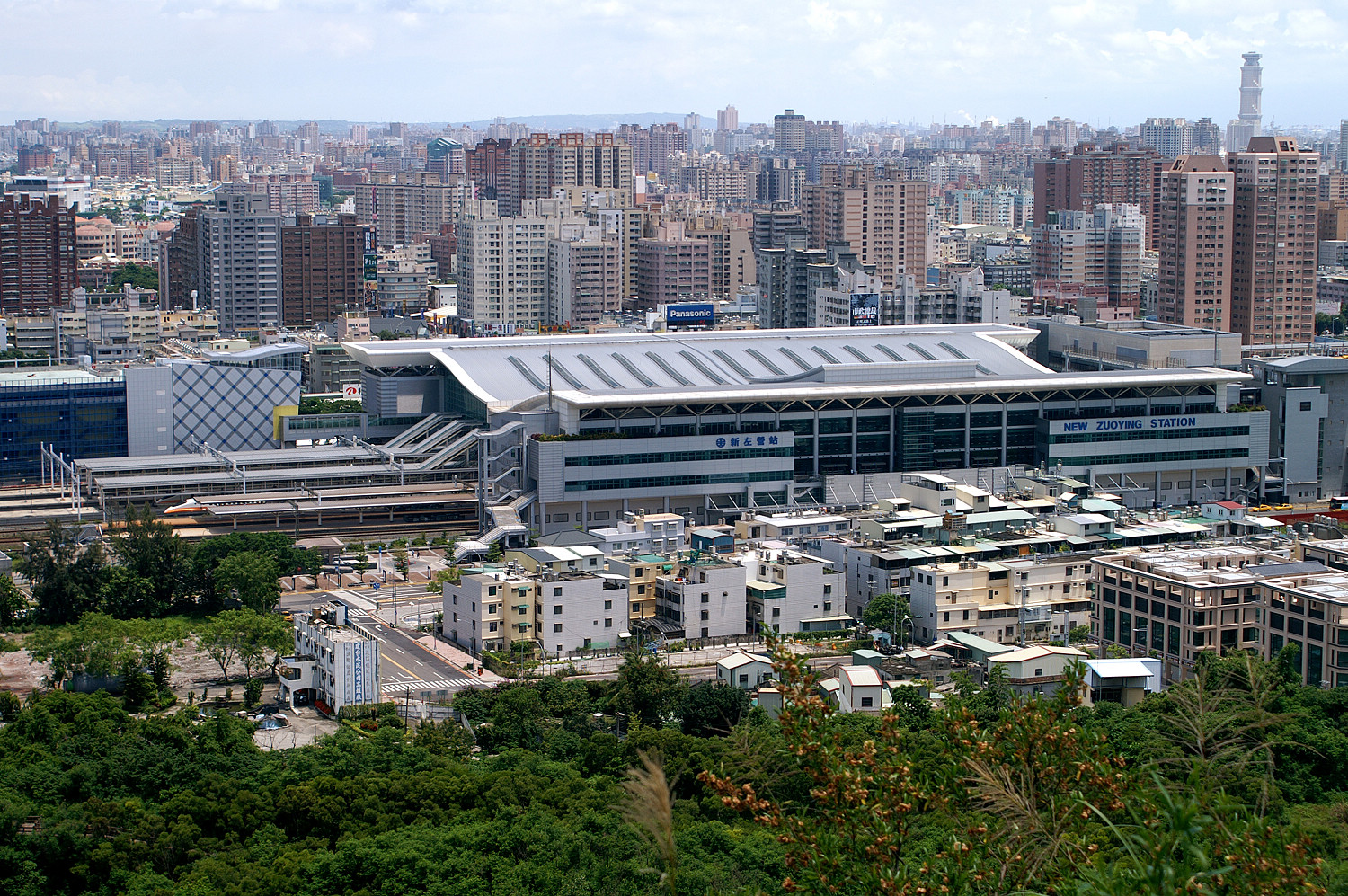
La gare HSR (TGV) de Kaohsiung-Zuoying.

## Lieux et monuments

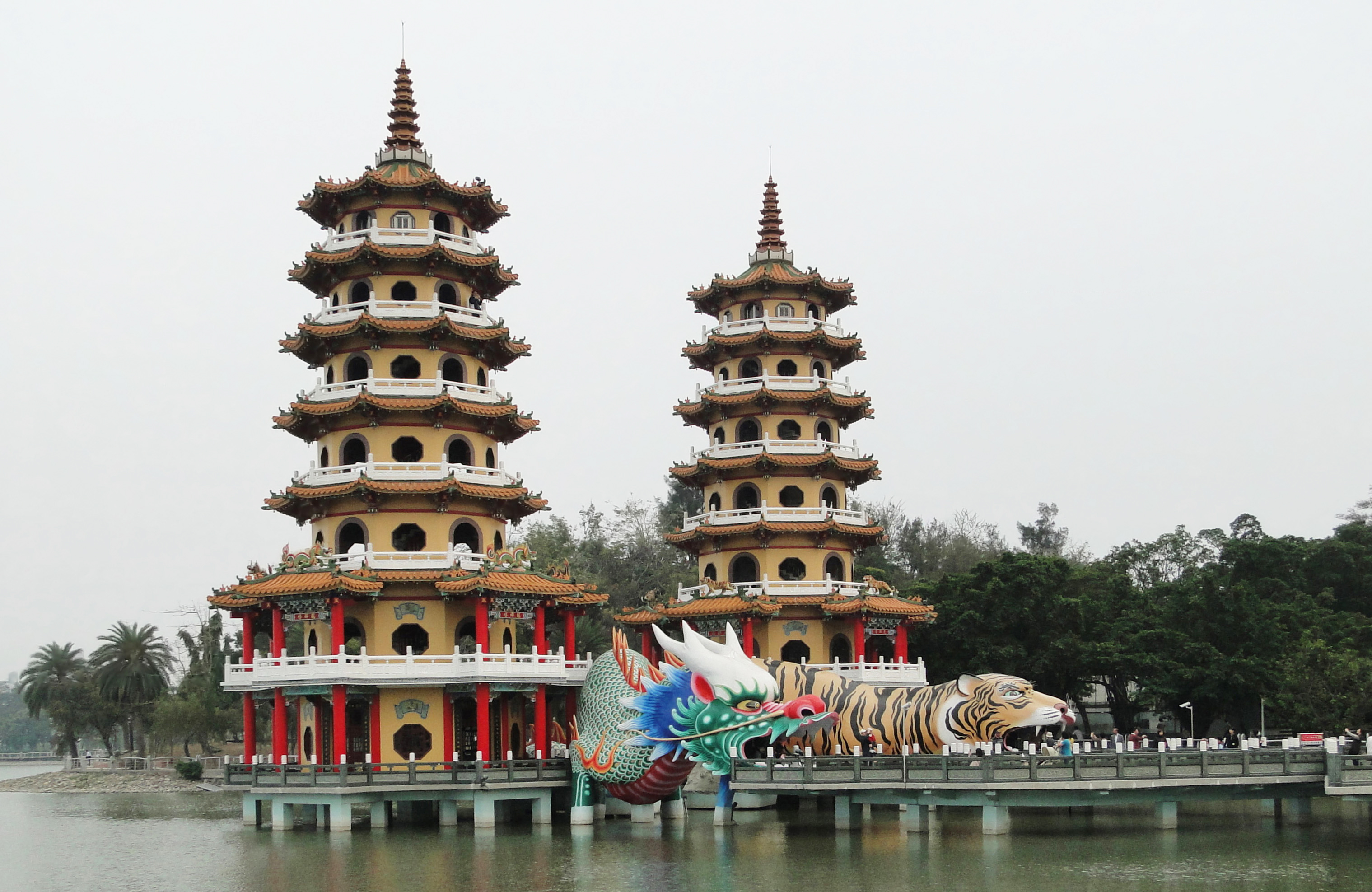
Les pagodes du Dragon et du Tigre sur le Lac du Lotus.
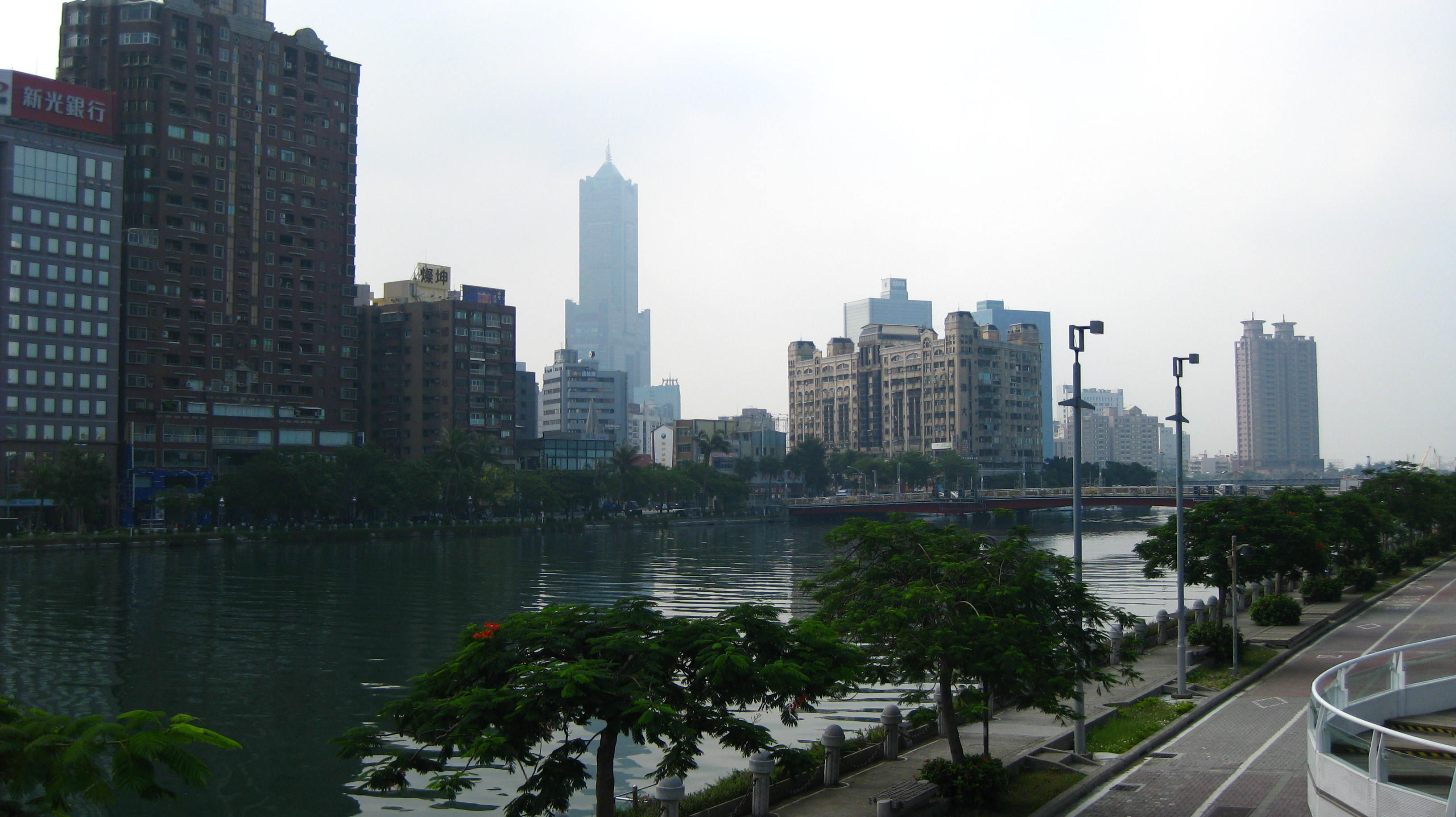
La rivière de l'Amour.
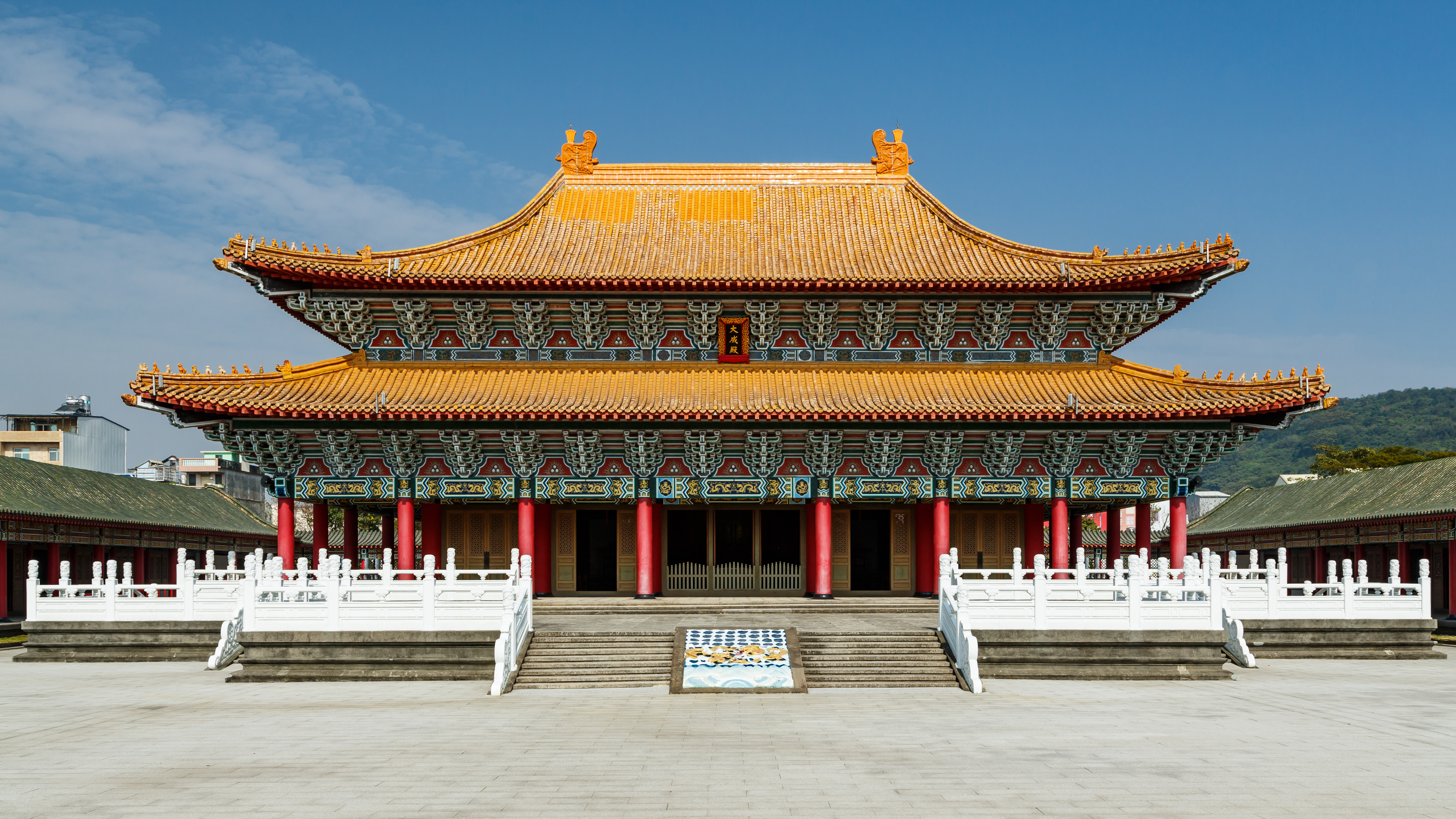
Le temple de Confucius de Kaohsiung.
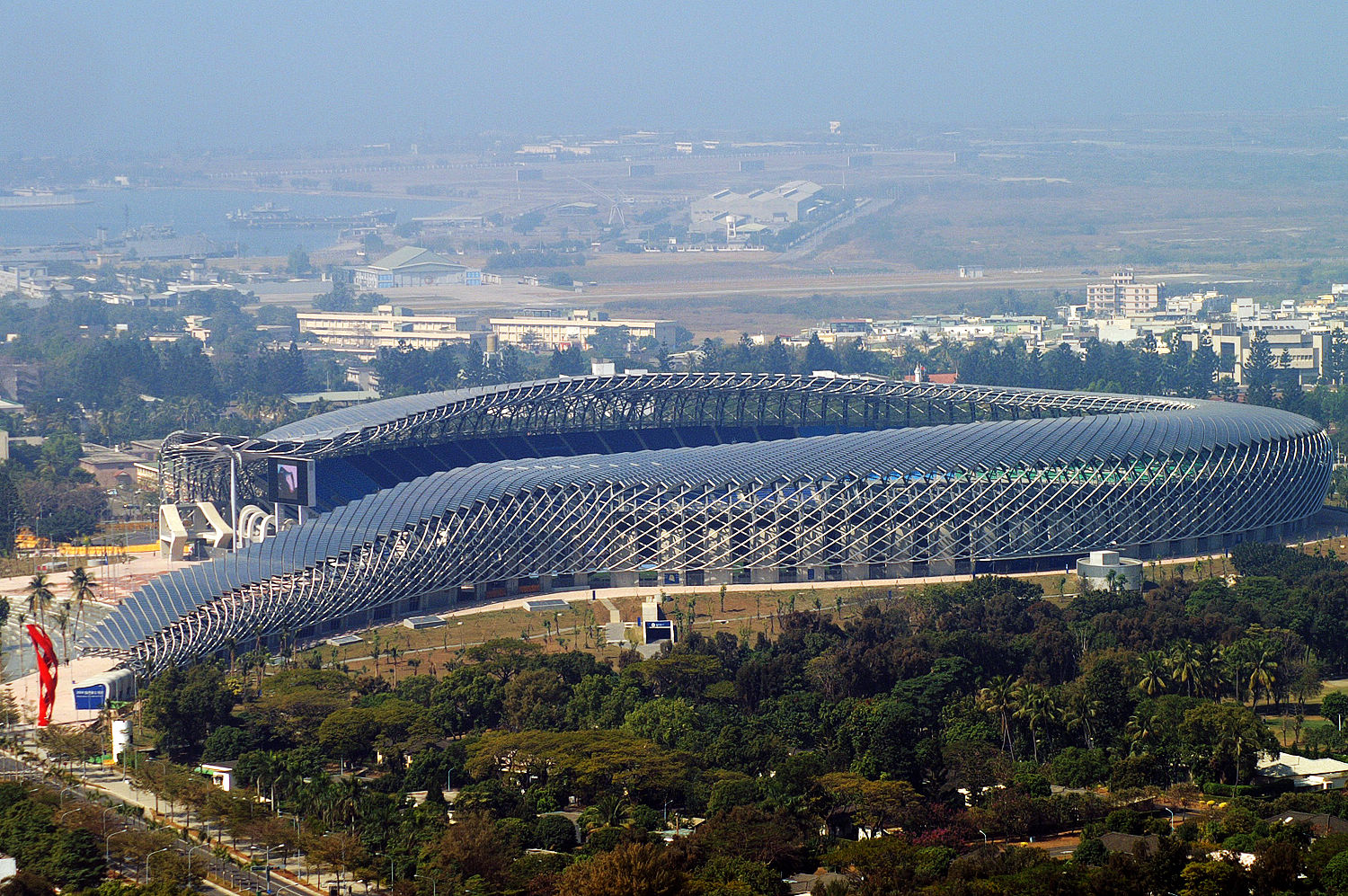
Le stade national.

- Cathédrale du Saint-Rosaire de Kaohsiung (construite en 1860 et agrandie en 1928) ;
- Tuntex Sky Tower (東帝士85國際廣場) ;
- Stade national (国家体育场) ;
- fleuve Amour (愛河) (en) ;
- lac du Lotus (蓮池潭) ;
- ancien consulat britannique (前清英國領事館).

## Culture

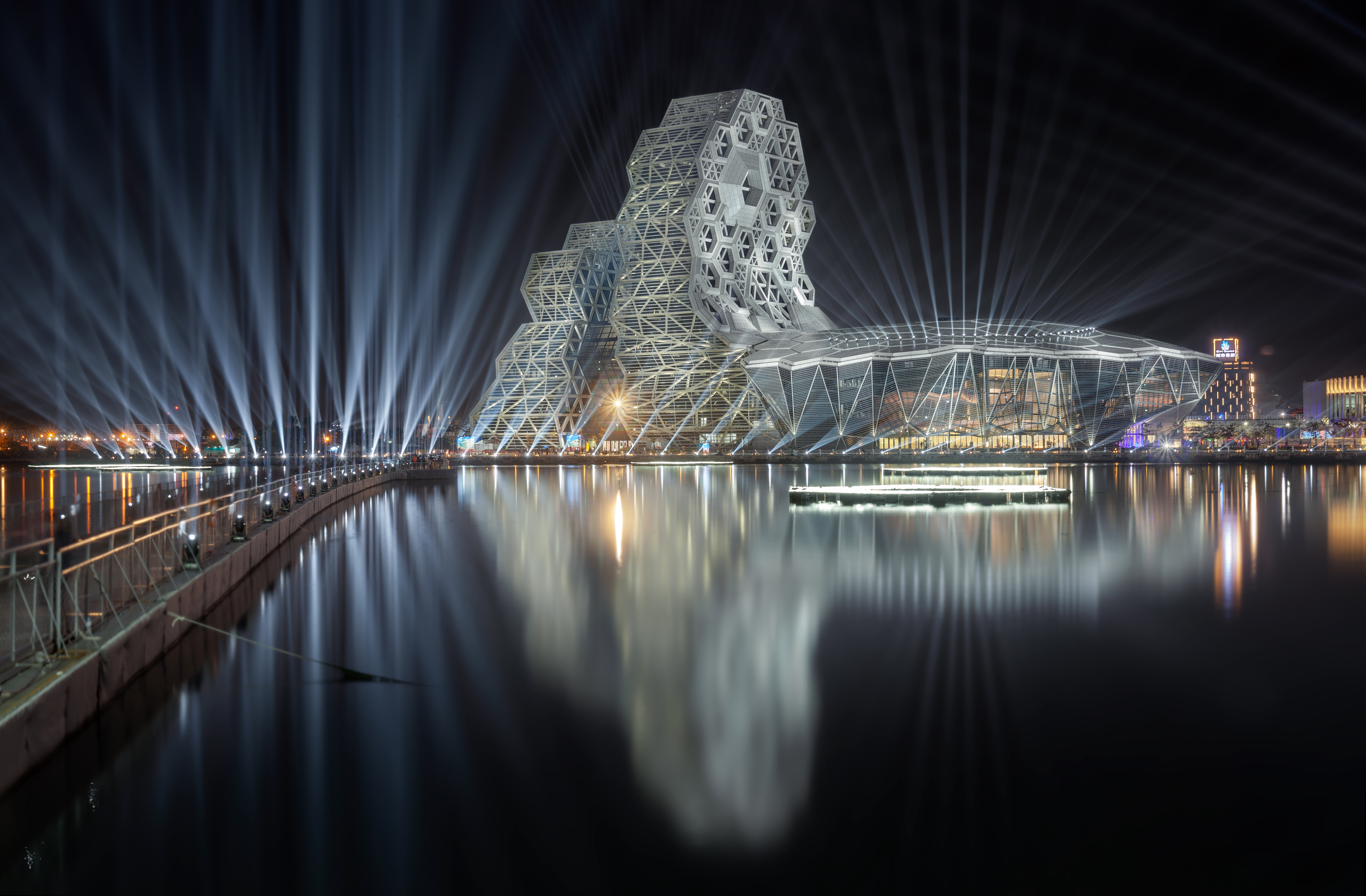
Le Centre de la Culture Maritime et de la Musique Populaire de Kaohsiung, durant le festival 2022 de la lanterne céleste. Le pont flottant sur la gauche est temporaire, et a été spécialement installé pour l'occasion. Février 2022.

Kaohsiung abrite un ensemble choral renommé fondé en 2002, le Kaohsiung Chamber Choir (高雄室內合唱團).

## Personnalités liées à Kaohsiung
Le chorégraphe Wu Kuo-chu (en) (伍國柱) et le magicien Lu Chen (en) (劉謙) sont nés à Kaohsiung.

## Sport
En 2009, à l'occasion des jeux mondiaux, le tournoi de beach handball a lieu à Kaohsiung.

## Jumelages
- Durban (Afrique du Sud)
- Brisbane (Australie)
- Belize City (Belize)
- Barranquilla (Colombie)
- Busan (Corée du Sud)
- Cartago (Costa Rica)
- Colorado Springs (États-Unis)
- Honolulu (États-Unis)
- Knoxville (États-Unis)
- Little Rock (États-Unis)
- Macon (États-Unis)
- Miami (États-Unis)
- Mobile (États-Unis)
- Pensacola (États-Unis)
- Plains (États-Unis)
- Portland (Oregon) (États-Unis)
- San Antonio (États-Unis)
- Seattle (États-Unis)
- Tulsa (États-Unis)
- Hachiōji (Japon)
- Blantyre (Malawi)
- Cebu (Philippines)
- Da Nang (Vietnam)

## Honneur
L'astéroïde (215080) Kaohsiung porte son nom.